# Federação Portuguesa das Associações de Surdos
A Federação Portuguesa das Associações de Surdos (FPAS)  é uma instituição de solidariedade social, sem fins lucrativos, em Portugal. Tem como objetivos representar as instituições e associações de surdos nela filiadas perante o governo português ou Assembleia da República; representar as associações em organizações internacionais de surdos, quer existentes quer em vias se serem criadas; gerir recursos financeiros, pondo-os à disposição das instituições.

## História
No 1º Congresso Nacional de Surdos, em Junho de 1993, foi entendida a necessidade de criar uma Federação Portuguesa de Associações de Surdos. Assim sendo, em Dezembro de 1993 foi oficializada a Federação Portuguesa das Associações de Surdos, tendo sido promovida pelas associações:
- Associação Cultural de Surdos da Amadora,
- Associação Portuguesa de Surdos,
- Associação de Surdos-Mudos do Concelho de Almada,
- Associação de Surdos do Oeste,
- Associação de Surdos de Braga.[1]

Actualmente a FPAS tem filiadas 11 associações de surdos, de vários pontos de Portugal.
Em 2000, acordou um protocolo, com o Ministério da Justiça, que consiste em facultar o serviço de intérprete de Língua Gestual Portuguesa para todos os surdos, no âmbito da justiça. Nesse ano também se filiou à European Union of the Deaf (EUD) e à World Federation of the Deaf (WFD).